# 東家楽遊
東家楽遊（あずまや らくゆう）は浪曲の名跡。

## 初代
東家楽遊（あずまや らくゆう、安政6年10月10日（1859年11月4日） - 大正14年（1925年）11月9日）は埼玉県男衾郡小原（現・熊谷市）生まれの浪曲師。本名は岡部運太郎。三峰山青物御用達を称する八百屋の家に生まれた。青年時代の彼は、放蕩の結果、浦和の代議士宮崎万三郎から前橋の弁護士中村某の元へと流れ歩いた。そこで流しの浪花節の真似事で三味線弾きを連れて近所を廻り、高崎まで来て吉川花丸というものと一座した。花丸は彼の才能を知り、しっかりとした師匠につくことを薦めた。彼は板鼻で東亭三楽の門下となり一年半。のち単身東上して研鑽を重ね、大看板まで昇進。息子を率先して攻玉社中学へ通わせた。吉井勇の同級になる後の召集令の東家楽燕である。晩年は孫弟子の小楽に楽遊の名を譲り、自らは悟楽斎三叟を名乗る。白い顎鬚を蓄えて高座に上がったころは、はや浮世を茶にと洒落のめして、
♪年は老れども若い者に負けやせぬ、海老の天ぷら位なら、忽ちペロリと三人前は･･････」
といった風な人を食った外題附を振り、「黄門記」などを飄々と読んでいた。
♪人情教育浪花節、笑わば笑え泣かば泣け」
と笑顔や愁い顔を見せながらの外題附もよく語った。
門下に、花遊（その系譜に初代東家浦太郎が当初入門、大利根勝子の師、大利根太郎）、若遊改め三枡家一俵（その門下から天才少年浪曲師、山田芳夫）、初代愛楽（その弟子に二代目愛楽改め初代相模太郎）、大吉（その弟子に二代目楽遊）、実子で既に看板であったが、桃中軒雲右衛門にの芸に惚れ弟子入りし、一時桃中軒雲太夫を名乗り関東に関西節（雲節）を定着させた東家楽燕がいる。師匠の三楽は北海道で歿したが誰も弔うのものもないので、楽遊が本所中の郷の如意輪寺に石碑を建立、懇ろに後世を弔ったと言われている。

## 2代目
東家楽遊（あずまや らくゆう、1881年（明治14年）6月3日 - 1960年（昭和35年）3月10日）は東京市神田区松枝町生まれの浪曲師。本名は中村幸吉。初代の門下、大吉に弟子入り。のちに初代から楽遊の名を譲られる。桃中軒雲右衛門に対抗して、1908年（明治41年）の新富座公演では連日満員の成功を収めた。当時都新聞に連載された渡辺黙禅の評判の新聞小説『勤皇美談小松嵐』を浪曲化、こちらも評判となる。日蓄がレコード化して、同社で10年間売れ続けるドル箱となった。その一節「殺さば殺せ馬子のとき……」は広く大衆に愛唱されたという。ほかにも『塩原多助』『五寸釘虎吉』『生首正太郎』『海賊房次郎』『義士伝』などで高い人気を博した。門下に、三代目楽遊、楽鴈、初代楽昇（後の曲師高野東海）、小楽遊（その弟子に東家楽浦）。
後年弟子の初代左楽遊に三代目を譲り、自らは東家悟楽斎を名乗った。

## 3代目
東家楽遊（あずまや らくゆう、1896年 - 1964年10月16日）は浪曲師。2代目楽遊の弟子で当初は初代東家左楽遊。門下の三代目楽友から米倉ますみが出ている。

## 4代目
1907年6月21日生まれ、新潟農家の生まれで病弱で農家に向かず民謡をやっていたが浪曲に転向、はじめ東家悟光のちに梅乃井鶯声を経て1970年に襲名。引退後は熊本で暮らした。